# Taça de Portugal 1977-1978
La Taça de Portugal 1977-1978 fu la 38ª edizione della Coppa di Portogallo. Lo Sporting Lisbona si aggiudicò il trofeo per la decima volta nella sua storia, battendo in finale il Porto dopo una doppia finale allo Stadio nazionale di Jamor (1-1 e 2-1 nella Finalíssima).

## Squadre partecipanti
In questa edizione erano presenti:
- Le squadre di Primeira Divisão, qualificate al secondo turno
- Le squadre di Segunda Divisão, qualificate al primo turno
- Le squadre di Terceira Divisão, qualificate al primo turno
- Le rappresentative di Madera e Azzorre, qualificate ai sedicesimi di finale.

### Primeira Divisão

#### 16 squadre
| - Académica - Belenenses - Benfica - Braga | - Boavista - Espinho - Estoril Praia - Feirense | - Marítimo - Portimonense - Porto - Riopele | - Sporting Lisbona - Varzim - Vitória Guimarães - Vitória Setúbal |

### Segunda Divisão

#### 48 squadre
| - Académico de Viseu - Águeda - Aliados Lordelo - Almada - Amora - Atlético CP - Barreirense - Beira-Mar - Cartaxo - Chaves - Cova da Piedade - Covilhã | - Quimigal Barreiro - Estrela Portalegre - Fafe - Famalicão - Farense - Gil Vicente - Juventude de Évora - Leiria e Marrazes - Leixões - Lourosa - Lusitano - Luso | - Mangualde - Marinhense - Montijo - Nacional - Odivelas - Olhanense - Paços de Brandão - Paços Ferreira - Penafiel - Peniche - Portalegrense - Régua | - Rio Ave - Sanjoanense - Sesimbra - Sintrense - Vasco da Gama Sines - Vianense - Vila Real - União de Coimbra - União de Lamas - União Leiria - União Santarém - União de Tomar |

### Terceira Divisão

#### 96 squadre
| - Ançã - Alba - Alcanenense - Alcobaça - Alcochetense - Aljustrelense - Alverca - Amarante - Amiense - Anadia - Arrifanense - Atlético Reguengos - Avintes - Batalha - Benavente - Benfica e C.B. - Bombarralense - Borbense - Bragança - Bucelenses - Bustelo - Cabeceirense - Caldas - Campomaiorense | - Carapinheirense - Casa Pia - Condestável - Covilhã e Benfica - Atlético Cucujães - Desp. Aves - Desportivo Beja - D. Castelo Branco - Desportivo Matrena - Eléctrico - O Elvas - Esperança Lagos - Febres - Freamunde - Gonçalense - Gouveia - Guarda - Infesta - Joane - Leverense - Limianos - Loures - Lousanense - Macedo de Cavaleiros | - Maria da Fonte - Marialvas - Marítimo Olhanense - Marítimo Rosarense - Mirandela - Molelos - Monção - Mondinense - Naval - Nazarenos - Olivais - Olivais e Moscavide - Oliveira do Bairro - Oliveirense - Oriental Lisbona - Os Elvenses - Paio Pires - Paredes - Pêro Pinheiro - Perosinho - Pescadores - Prado - Quarteirense - Ribeira de Pena | - Sacavenense - Salgueiros - Sampedrense - 1º de Maio - Seixal - Serpa - Silves - Souselas - Sporting Lamego - Tadim - Tirsense - Tocha - Tondela - Torreense - Torres Novas - União Almeirim - União de Montemor - União Santiago - Valdevez - Valecambrense - Vilanovense - Viseu e Benfica - Vitória Lisbona - Vizela |

### Rappresentative coloniali
- Santacruzense (Madeira)
- Marítimo Graciosa (Azzorre)

## Primo turno
|                      | Risultato |                     |
| -------------------- | --------- | ------------------- |
| Vilanovense          | 2 - 0     | Arrifanense         |
| Valdevez             | 3 - 0     | Régua               |
| União de Tomar       | 9 - 1     | Condestável         |
| Tocha                | 1 - 0     | Sintrense           |
| União Santarém       | 2 - 1     | Leiria e Marrazes   |
| União de Coimbra     | 1 - 0     | Lousanense          |
| Farense              | 3 - 1     | Esperança Lagos     |
| Olivais              | 3 - 0     | Campomaiorense      |
| Cartaxo              | 0 - 0     | Batalha             |
| Sesimbra             | 2 - 0     | Lusitano            |
| Caldas               | 1 - 0     | Nazarenos           |
| Beira-Mar            | 3 - 1     | Molelos             |
| Alba                 | 0 - 1     | Bombarralense       |
| 1º de Maio           | 2 - 0     | Vasco da Gama Sines |
| Sampedrense          | 1 - 0     | Mondinense          |
| Sacavenense          | 4 - 0     | Serpa               |
| Marítimo Rosarense   | 2 - 0     | Bucelenses          |
| Rio Ave              | 1 - 0     | Famalicão           |
| Quarteirense         | 0 - 3     | Juventude de Évora  |
| Prado                | 1 - 0     | Penafiel            |
| Portalegrense        | 2 - 1     | Alcobaça            |
| Pescadores           | 7 - 0     | Os Elvenses         |
| Perosinho            | 0 - 1     | Fafe                |
| Pêro Pinheiro        | 6 - 1     | Atlético Reguengos  |
| Peniche              | 0 - 0     | Marinhense          |
| Marialvas            | 2 - 0     | União Almeirim      |
| Limianos             | 3 - 0     | Ribeira de Pena     |
| Oriental Lisbona     | 2 - 2     | Luso                |
| Oliveira do Bairro   | 1 - 1     | Torreense           |
| O Elvas              | 7 - 0     | Borbense            |
| Nacional             | 3 - 1     | Olivais e Moscavide |
| Mirandela            | 2 - 1     | Paços de Brandão    |
| Desportivo Matrena   | 0 - 2     | Águeda              |
| Maria da Fonte       | 1 - 2     | Vila Real           |
| Macedo de Cavaleiros | 2 - 0     | Gil Vicente         |
| Lourosa              | 1 - 1     | Avintes             |
| Aliados Lordelo      | 2 - 0     | Oliveirense         |
| Leixões              | 2 - 0     | Leverense           |
| Joane                | 2 - 1     | Tadim               |
| Guarda               | 6 - 1     | Ançã                |
| Gouveia              | 0 - 0     | Mangualde           |
| Gonçalense           | 0 - 2     | Naval               |
| Febres               | 0 - 2     | Torres Novas        |
| Vizela               | 1 - 5     | Salgueiros          |
| Silves               | 2 - 1     | Loures              |
| Seixal               | 0 - 0     | Quimigal Barreiro   |
| Odivelas             | 2 - 0     | Desportivo Beja     |
| Infesta              | 0 - 1     | Vianense            |
| Barreirense          | 4 - 1     | União Santiago      |
| Amora                | 1 - 0     | Atlético CP         |
| Eléctrico            | 0 - 1     | Estrela Portalegre  |
| D. Castelo Branco    | 1 - 0     | Viseu e Benfica     |
| Desp. Aves           | 6 - 0     | Sporting Lamego     |
| Covilhã e Benfica    | 1 - 2     | Carapinheirense     |
| Cova da Piedade      | 2 - 0     | Paio Pires          |
| Chaves               | 0 - 0     | Tirsense            |
| Casa Pia             | 3 - 0     | União de Montemor   |
| Cabeceirense         | 0 - 1     | Sanjoanense         |
| Bustelo              | 4 - 1     | Valecambrense       |
| Bragança             | 1 - 0     | Monção              |
| Benavente            | 4 - 2     | Souselas            |
| Atlético Cucujães    | 2 - 1     | Paredes             |
| Anadia               | 0 - 2     | União Leiria        |
| Amiense              | 2 - 0     | Tondela             |
| Amarante             | 2 - 1     | União de Lamas      |
| Alverca              | 0 - 1     | Marítimo Olhanense  |
| Almada               | 1 - 0     | Vitória Lisbona     |
| Aljustrelense        | 0 - 1     | Olhanense           |
| Alcochetense         | 0 - 3     | Montijo             |
| Alcanenense          | 0 - 2     | Covilhã             |
| Académico de Viseu   | 3 - 0     | Benfica e C.B.      |

## Ripescaggi primo turno
Dopo il primo turno ci fu una fase con tutte le perdenti.
|                      | Risultato |                     |
| -------------------- | --------- | ------------------- |
| Viseu e Benfica      | 0 - 1     | Eléctrico           |
| Vasco da Gama Sines  | 3 - 0     | Oriental Lisbona    |
| União de Lamas       | 3 - 1     | Oliveirense         |
| União Almeirim       | 0 - 1     | Benfica e C.B.      |
| Tondela              | 1 - 2     | Cartaxo             |
| Souselas             | 0 - 1     | Desportivo Beja     |
| Sporting Lamego      | 2 - 1     | Infesta             |
| Sintrense            | 3 - 0     | Covilhã e Benfica   |
| Régua                | 1 - 0     | Avintes             |
| Alba                 | 3 - 0     | Gonçalense          |
| Ribeira de Pena      | 2 - 6     | Paredes             |
| Quarteirense         | 1 - 0     | Serpa               |
| Peniche              | 2 - 0     | Gouveia             |
| Mondinense           | 2 - 3     | Paços de Brandão    |
| Monção               | 3 - 1     | Vizela              |
| Molelos              | 0 - 2     | Oliveira do Bairro  |
| Desportivo Matrena   | 2 - 1     | Alcobaça            |
| Leiria e Marrazes    | 1 - 0     | Condestável         |
| Macedo de Cavaleiros | 3 - 0     | Maria da Fonte      |
| Lousanense           | 4 - 1     | Nazarenos           |
| Leverense            | 5 - 1     | Arrifanense         |
| Freamunde            | 4 - 0     | Cabeceirense        |
| Seixal               | 2 - 0     | Borbense            |
| Penafiel             | 2 - 1     | Perosinho           |
| Famalicão            | 4 - 0     | Valecambrense       |
| Esperança Lagos      | 1 - 2     | Vitória Lisbona     |
| Os Elvenses          | 0 - 1     | Paio Pires          |
| Chaves               | 4 - 0     | Tadim               |
| Campomaiorense       | 0 - 0     | Lusitano            |
| Bucelenses           | 0 - 4     | União Santiago      |
| Atlético Reguengos   | 1 - 2     | Olivais e Moscavide |
| Atlético CP          | 3 - 1     | Aljustrelense       |
| Anadia               | 6 - 2     | Febres              |
| Alverca              | 1 - 1     | Loures              |
| Alcochetense         | 2 - 0     | União de Montemor   |
| Alcanenense          | 3 - 2     | Ançã                |

## Secondo turno
|                     | Risultato |                      |
| ------------------- | --------- | -------------------- |
| Sporting Lisbona    | 3 - 1     | Espinho              |
| Seixal              | 0 - 3     | Porto                |
| Benfica             | 2 - 0     | Chaves               |
| Vitória Setúbal     | 4 - 1     | Macedo de Cavaleiros |
| Vitória Lisbona     | 0 - 1     | Famalicão            |
| Vitória Guimarães   | 5 - 1     | Marinhense           |
| Vila Real           | 2 - 0     | Leixões              |
| Vianense            | 2 - 1     | Sampedrense          |
| Valdevez            | 1 - 0     | Paços de Brandão     |
| Tocha               | 2 - 1     | Alba                 |
| União Santarém      | 0 - 1     | União de Lamas       |
| União Leiria        | 3 - 0     | Carapinheirense      |
| Farense             | 7 - 1     | Desportivo Beja      |
| Braga               | 7 - 0     | Desportivo Matrena   |
| Olivais             | 6 - 1     | Guarda               |
| Cartaxo             | 5 - 0     | D. Castelo Branco    |
| Sintrense           | 0 - 0     | Sanjoanense          |
| Sesimbra            | 1 - 0     | União de Tomar       |
| Varzim              | 4 - 0     | Águeda               |
| Régua               | 2 - 1     | Joane                |
| Portimonense        | 2 - 0     | O Elvas              |
| Caldas              | 2 - 0     | Covilhã              |
| 1º de Maio          | 0 - 4     | União de Coimbra     |
| Salgueiros          | 2 - 1     | Lusitano             |
| Marítimo Rosarense  | 1 - 3     | Sacavenense          |
| Riopele             | 3 - 2     | Barreirense          |
| Quarteirense        | 1 - 0     | Bombarralense        |
| Portalegrense       | 2 - 0     | Paços Ferreira       |
| Pescadores          | 1 - 1     | Pêro Pinheiro        |
| Paredes             | 2 - 1     | Rio Ave              |
| Paio Pires          | 0 - 1     | Académico de Viseu   |
| Marialvas           | 1 - 1     | Eléctrico            |
| Limianos            | 1 - 2     | Almada               |
| Oliveira do Bairro  | 2 - 0     | Amiense              |
| Nacional            | 2 - 2     | Feirense             |
| Mirandela           | 2 - 3     | Batalha              |
| Leiria e Marrazes   | 2 - 4     | Penafiel             |
| Marítimo            | 2 - 1     | Naval                |
| Luso                | 2 - 1     | Sporting Lamego      |
| Lousanense          | 0 - 2     | Torreense            |
| Loures              | 1 - 3     | Marítimo Olhanense   |
| Aliados Lordelo     | 0 - 2     | Atlético CP          |
| Leverense           | 2 - 1     | Vilanovense          |
| Juventude de Évora  | 6 - 0     | Alcanenense          |
| Gil Vicente         | 2 - 1     | Estoril Praia        |
| Silves              | 2 - 1     | Lourosa              |
| Amora               | 2 - 0     | Freamunde            |
| Estrela Portalegre  | 2 - 1     | Prado                |
| Olivais e Moscavide | 1 - 3     | Peniche              |
| Quimigal Barreiro   | 3 - 0     | Anadia               |
| Cova da Piedade     | 0 - 1     | Montijo              |
| Casa Pia            | 1 - 0     | Odivelas             |
| Bragança            | 3 - 1     | Mangualde            |
| Boavista            | 6 - 0     | Olhanense            |
| Benfica e C.B.      | 1 - 0     | Bustelo              |
| Belenenses          | 4 - 1     | Vasco da Gama Sines  |
| Benavente           | 1 - 0     | Monção               |
| Atlético Cucujães   | 1 - 0     | Tirsense             |
| Amarante            | 1 - 0     | União Santiago       |
| Alcochetense        | 1 - 0     | Torres Novas         |
| Fafe                | 0 - 1     | Beira-Mar            |
| Académica           | 0 - 1     | Desp. Aves           |

## Terzo turno
|                   | Risultato |                    |
| ----------------- | --------- | ------------------ |
| Sporting Lisbona  | 5 - 0     | Salgueiros         |
| Sacavenense       | 0 - 1     | Porto              |
| Quimigal Barreiro | 0 - 8     | Benfica            |
| Vitória Setúbal   | 3 - 0     | Estrela Portalegre |
| Vila Real         | 4 - 1     | Benfica e C.B.     |
| Vianense          | 2 - 1     | Oliveira do Bairro |
| Valdevez          | 0 - 2     | Juventude de Évora |
| União Leiria      | 3 - 0     | Lourosa            |
| Farense           | 6 - 0     | Cartaxo            |
| Braga             | 1 - 1     | Vitória Guimarães  |
| Sintrense         | 4 - 0     | Tocha              |
| Régua             | 4 - 0     | Marítimo Olhanense |
| Portimonense      | 2 - 1     | Beira-Mar          |
| Caldas            | 2 - 1     | Pêro Pinheiro      |
| Quarteirense      | 1 - 2     | Famalicão          |
| Paredes           | 1 - 0     | Sesimbra           |
| Leiria e Marrazes | 1 - 0     | Amarante           |
| Marítimo          | 1 - 0     | Portalegrense      |
| Luso              | 0 - 3     | Belenenses         |
| Leverense         | 2 - 3     | Montijo            |
| Gil Vicente       | 2 - 1     | União de Lamas     |
| Eléctrico         | 1 - 4     | Académico de Viseu |
| Desp. Aves        | 4 - 3     | Atlético CP        |
| Feirense          | 1 - 2     | Varzim             |
| Casa Pia          | 0 - 1     | Amora              |
| Bragança          | 0 - 2     | Riopele            |
| Boavista          | 2 - 0     | Peniche            |
| Benavente         | 2 - 1     | Olivais            |
| Batalha           | 0 - 2     | Torreense          |
| Atlético Cucujães | 1 - 4     | União de Coimbra   |
| Almada            | 5 - 1     | Alcochetense       |

## Quarto turno
|           | Risultato |                   |
| --------- | --------- | ----------------- |
| Benavente | 3 - 1     | Leiria e Marrazes |

## Sedicesimi di finale
|                    | Risultato |                    |
| ------------------ | --------- | ------------------ |
| Desp. Aves         | 0 - 3     | Porto              |
| Benfica            | 5 - 0     | Belenenses         |
| Sporting Lisbona   | 3 - 0     | União de Coimbra   |
| Vila Real          | 1 - 1     | Santacruzense      |
| Vianense           | 2 - 0     | Portimonense       |
| Farense            | 2 - 1     | Caldas             |
| Braga              | 6 - 0     | Juventude de Évora |
| Régua              | 4 - 2     | União Leiria       |
| Marítimo Graciosa  | 0 - 1     | Riopele            |
| Paredes            | 1 - 2     | Gil Vicente        |
| Marítimo           | 3 - 1     | Montijo            |
| Famalicão          | 1 - 0     | Vitória Setúbal    |
| Amora              | 2 - 2     | Boavista           |
| Benavente          | 0 - 2     | Varzim             |
| Almada             | 3 - 1     | Sintrense          |
| Académico de Viseu | 3 - 1     | Torreense          |

## Ottavi di finale
|           | Risultato |                    |
| --------- | --------- | ------------------ |
| Famalicão | 0 - 2     | Sporting Lisbona   |
| Benfica   | 7 - 2     | Régua              |
| Almada    | 1 - 3     | Porto              |
| Vianense  | 1 - 2     | Gil Vicente        |
| Farense   | 1 - 0     | Vila Real          |
| Braga     | 3 - 0     | Marítimo           |
| Varzim    | 4 - 0     | Académico de Viseu |
| Boavista  | 1 - 3     | Riopele            |

## Quarti di finale
|                  | Risultato |             |
| ---------------- | --------- | ----------- |
| Sporting Lisbona | 3 - 1     | Benfica     |
| Porto            | 3 - 0     | Gil Vicente |
| Farense          | 1 - 3     | Braga       |
| Riopele          | 1 - 2     | Varzim      |

## Semifinali
|        | Risultato |                  |
| ------ | --------- | ---------------- |
| Porto  | 4 - 1     | Braga            |
| Varzim | 1 - 2     | Sporting Lisbona |

## Finale
| Arbitro: | Francisco Lobo (Setúbal) |

|              |           |             |
| F. Gomes 48’ | Marcatori | 49’ Meneses |

| Porto | Sporting CP |

### Formazioni
| Porto              |   |                     |  |     |
|                    |   |                     |  |     |
| POR                | 1 | João Fonseca        |  |     |
| DIF                |   | Gabriel Mendes      |  |     |
| DIF                |   | Alfredo Murça       |  | 71’ |
| DIF                |   | Carlos Simões       |  |     |
| CEN                |   | Fernando Freitas    |  |     |
| CEN                |   | Octávio Machado     |  |     |
| CEN                |   | Adelino Teixeira    |  |     |
| CEN                |   | Ademir Vieira       |  |     |
| CEN                |   | António Oliveira () |  |     |
| ATT                |   | Seninho             |  | 92’ |
| ATT                |   | Fernando Gomes      |  |     |
| Sostituiti:        |   |                     |  |     |
| DIF                |   | Teixeirinha         |  | 71’ |
| ATT                |   | Duda                |  | 92’ |
| Allenatore:        |   |                     |  |     |
| José Maria Pedroto |   |                     |  |     |

| Sporting Lisbona |   |                    |  |      |
|                  |   |                    |  |      |
| POR              | 1 | António Botelho    |  |      |
| DIF              |   | Augusto Inácio     |  |      |
| DIF              |   | Francisco Barão    |  | 71’  |
| DIF              |   | Paulo Meneses      |  |      |
| DIF              |   | João Laranjeira () |  |      |
| DIF              |   | Artur Correia      |  |      |
| CEN              |   | Ailton Ballesteros |  |      |
| CEN              |   | Vítor Gomes        |  |      |
| CEN              |   | Salif Keïta        |  |      |
| ATT              |   | Manoel Costa       |  |      |
| ATT              |   | Manuel Fernandes   |  | 117’ |
| Sostituiti:      |   |                    |  |      |
| CEN              |   | Ademar Marques     |  | 71’  |
| ATT              |   | Carlos Freire      |  | 117’ |
| Allenatore:      |   |                    |  |      |
| Rodrigues Dias   |   |                    |  |      |

### Ripetizione
| Arbitro: | Mário Luís (Beja) |

|             |           |                               |
| Seninho 80’ | Marcatori | 55’ V. Gomes 62’ M. Fernandes |

| Porto | Sporting CP |

#### Formazioni
| Porto              |   |                   |
|                    |   |                   |
| POR                | 1 | João Fonseca      |
| DIF                |   | Gabriel Mendes    |
| DIF                |   | Carlos Simões     |
| DIF                |   | Teixeirinha       |
| DIF                |   | António Taí       |
| CEN                |   | Adelino Teixeira  |
| CEN                |   | Carlos Brandão    |
| CEN                |   | Octávio Machado   |
| CEN                |   | Duda              |
| ATT                |   | Seninho           |
| ATT                |   | Fernando Gomes () |
| Sostituiti:        |   |                   |
| Allenatore:        |   |                   |
| José Maria Pedroto |   |                   |

| Sporting Lisbona |   |                    |  |     |
|                  |   |                    |  |     |
| POR              | 1 | António Botelho    |  |     |
| DIF              |   | Augusto Inácio     |  |     |
| DIF              |   | João Laranjeira () |  |     |
| DIF              |   | Artur Correia      |  |     |
| DIF              |   | Paulo Meneses      |  |     |
| CEN              |   | Ailton Ballesteros |  |     |
| CEN              |   | Vítor Gomes        |  | 81’ |
| ATT              |   | Salif Keïta        |  |     |
| ATT              |   | Manoel Costa       |  |     |
| ATT              |   | Ademar Marques     |  |     |
| ATT              |   | Manuel Fernandes   |  |     |
| Sostituiti:      |   |                    |  |     |
| DIF              |   | Rui Cerdeira       |  | 81’ |
| Allenatore:      |   |                    |  |     |
| Rodrigues Dias   |   |                    |  |     |